# Gerrit Graham
Gerrit Graham (* 27. listopadu 1949, New York, New York, USA) je americký herec a hudební skladatel. Objevil se také ve dvou rozdílných rolích ve Star Treku, jako lovec v epizodě „Stíhání oběti“ (Star Trek: Stanice Deep Space Nine) a jako člen Q-kontinua v epizodě „Přání zemřít“ (Star Trek: Vesmírná loď Voyager).